# Jan de Koning
Jan de Koning (ur. 31 sierpnia 1926 w Zwartsluis, zm. 8 października 1994 w Lejdzie) – holenderski polityk, senator i deputowany, minister w różnych resortach, działacz ugrupowań chrześcijańsko-demokratycznych.

## Życiorys
Syn Dirka de Koninga, burmistrza Zwartsluis, usuniętego ze stanowiska za odmowę współpracy z niemieckim okupantem podczas II wojny światowej. Jan de Koning od 1943 działał w ruchu oporu, pomagając przy zrzutach broni i dystrybucji wydawanych przez podziemie gazet. Po wyzwoleniu w stopniu kaprala służył w Holenderskich Indiach Wschodnich. Od 1948 studiował geografię społeczną na Uniwersytecie w Utrechcie, doktoryzował się w 1958. Od 1955 pracował jako socjolog w instytucie prowadzonym w Hadze przez chrześcijańską organizację Convent van Christelijk-Sociale Organisaties. W latach 1961–1964 był pracownikiem naukowym na Wolnym Uniwersytecie w Amsterdamie. Później do 1971 pełnił funkcję sekretarza generalnego CBTB, związku chrześcijańskich rolników i ogrodników.
Zaangażował się w działalność polityczną w ramach Partii Antyrewolucyjnej (ARP). Był jej wiceprzewodniczącym (1969–1973), p.o. przewodniczącego (1973–1974) i przewodniczącym (1974–1975). W 1980 wraz z ARP dołączył do Apelu Chrześcijańsko-Demokratycznego (CDA). Od 1969 do 1971 zasiadał w Eerste Kamer, wyższej izbie Stanów Generalnych. W okresach 1971–1977, 1981, 1982 i 1986 wykonywał mandat deputowanego do Tweede Kamer. W latach 1971–1977 zasiadał także w Parlamencie Europejskim.
Był ministrem w rządach, którymi kierowali liderzy chadeków Dries van Agt i Ruud Lubbers. Od grudnia 1977 do września 1981 pełnił funkcję ministra bez teki do spraw współpracy rozwojowej. Następnie do listopada 1982 sprawował urząd ministra rolnictwa i rybołówstwa. Od maja 1982 do listopada 1989 w kolejnych gabinetach zajmował również stanowisko ministra bez teki do spraw Antyli Holenderskich (w międzyczasie powierzono mu też sprawy Aruby). W listopadzie 1982 został ministrem spraw społecznych i zatrudnienia. W lutym 1987 przeszedł na funkcję ministra spraw wewnętrznych, którą pełnił do maja tegoż roku (tymczasowo wówczas zastępował Keesa van Dijka). W maju 1987 ponownie objął obowiązki ministra spraw społecznych i zatrudnienia, kończąc urzędowanie w listopadzie 1989. Od 1990 do czasu swojej śmierci wchodził w skład Rady Stanu, instytucji konsultującej projekty aktów prawnych.
Jan de Koning był żonaty, miał dwoje dzieci. Odznaczony Orderem Oranje-Nassau klasy I (1989).